# Constantin Cârstea
Constantin Cârstea (n. 22 februarie 1949, Pitești, România – d. 16 noiembrie 2009, Pitești, România) a fost un fotbalist român care a jucat ca apărător. De asemenea, a fost antrenor de fotbal. Ca jucător și-a petrecut întreaga sa carieră profesională cu Argeș Pitești.

## Cariera internațională
Constantin Cârstea a făcut o apariție la nivel internațional pentru România, jucând pe 13 mai 1979 sub antrenorul Florin Halagian într-un scor 1–1 împotriva Cipru la calificare la Euro 1980.

## Palmares

### Jucător
Argeș Pitești
- Divizia A: 1978–79[5]

### Antrenor
Gloria Bistrița
- Cupa României: 1993–94[6]
- Cupa Ligii: 2000